# 특수자동차
특수자동차(特殊自動車)는 특수한 용도로 사용할 수 있도록 제작된 자동차를 가리키는 단어이다. 특수차라는 이름으로도 불린다.

## 설명
특수자동차는 일반적인 자동차가 아닌 특수하게 제작된 자동차로서 차량 번호판은 98~99의 번호판을 가지고 있다. 특수자동차는 일반적인 승용차, 승합차, 버스, 화물차와 다르게 특수한 목적으로 사용되며 영업용 차량 번호판을 장착하고 자동차운송사업을 할 수도 있다. 특수자동차에 해당되는 차종으로는 견인차, 트레일러를 견인하는 트랙터, 소방차, 방송차, 사다리차가 있다.

## 같이 보기
- 자동차
- 자동차운송사업